# Gustavo Badell
 (juillet 2013).
Si vous disposez d'ouvrages ou d'articles de référence ou si vous connaissez des sites web de qualité traitant du thème abordé ici, merci de compléter l'article en donnant les références utiles à sa vérifiabilité et en les liant à la section « Notes et références ».
Gustavo Baddell, surnommé The Freakin' 'Rican', est un culturiste vénézuélien né le 3 novembre 1972 à Caracas (Venezuela) et mort le 12 juillet 2023.

## Biographie
Gustavo Badell est né au Venezuela, mais sa famille a déménagé à Porto Rico quand il avait cinq ans. Il a commencé à soulever des poids à l'âge de quinze ans pour augmenter sa taille pour la boxe. Gustavo a gagné des muscles rapidement, et a remporté à 19 ans sa première compétition de culturisme : les Junior Caribbean Bodybuilding Championships de 1991.
Après seulement six années d'entraînement, il réussit à devenir pro en remportant le Caribbean Championships de 1997. Sa première apparition à la Fédération internationale de bodybuilding et fitness (IFBB) était en 1998, quand il a participé au IFBB Grand Prix of Germany. Il a d'abord participé à la IFBB Night of Champions (maintenant appelé les New York Pro Championship (it)) en 1999, où il s'est classé 14e. Son premier Ironman Pro Invitational (it) est venu en 2000, où il s'est classé 18e. Sa première apparition à Mr. Olympia fut en 2002, où il s'est classé 24e. Son premier Arnold Classic était en 2004, où il s'est classé 7e. Ses classements pro ont été ternes jusqu'en 2003, où il a commencé à se placer plus haut, en partie grâce à l'aide du culturiste Miloš Šarčev (en).
Gustavo Badell est apparu dans de nombreux magazines et articles sur le fitness, et a fait la couverture du magazine Flex. Il est également en vedette de nombreuses publicités pour MuscleTech (en), en général pour la poudre de protéine NitroTech Hardcore et pour la poudre de gain de poids Masstech.

## Mensurations
- Taille : 1,72 m
- Poids en compétition : 120 kg
- Poids hors compétition : 130 kg
- Biceps : 58 cm

## Palmarès
- 1991 : Junior Caribbean Championships - vainqueur toutes catégories
- 1997 
  - Caribbean Championships, vainqueur toutes catégories (obtient une carte pro)
  - Championnats du monde 1997, amateur poids lourds, 10e
- 1998 Grand Prix Allemagne, 9e
- 1999 
  - Grand Prix de l'Angleterre, 17e
  - Night of Champions, non classé
  - Championnat du Monde Pro, 14e
- 2000 
  - Ironman Pro Invitational, 18e
  - Night of Champions, non classé
  - Toronto, Pro Invitational, non classé
  - Championnat du Monde Pro, 11e
- 2001 
  - Grand Prix de l'Angleterre, non classé
  - Ironman Pro Invitational, 16e
  - San Francisco Pro Invitational, 11e
- 2002 
  - Ironman Pro Invitational, 13e
  - Night of Champions, 10e
  - Mr. Olympia, 24e
  - Southwest Pro Cup, 6e
  - Toronto Pro Invitational, 3e
- 2004 
  - Arnold Classic, 7e
  - Ironman Pro Invitational, 3e
  - San Francisco Pro Invitational, 4e
  - Show of Strength Pro Championship, 3e
  - Mr. Olympia, 3e
- 2005
  - Arnold Classic, 3e
  - Ironman Pro Invitational, 1er
  - Mr. Olympia, 3e
- 2006 
  - Arnold Classic, 4e
  - San Francisco Pro Invitational, 1er
  - Mr. Olympia, 6e